# Saussurembia albicauda
Saussurembia albicauda är en insektsart som beskrevs av Ross 1992. Saussurembia albicauda ingår i släktet Saussurembia och familjen Anisembiidae. Inga underarter finns listade.